# Dollaro Geary-Khamis
Il dollaro Geary-Khamis, più comunemente conosciuto come dollaro internazionale è un'unità di valuta ipotetica che ha lo stesso potere d'acquisto che il dollaro USA ha avuto negli Stati Uniti in un certo anno. È ampiamente utilizzato in economia. Gli anni 1990 o 2000 sono spesso utilizzati come anni di riferimento per i confronti nel tempo. L'unità è spesso abbreviata con, ad esempio, 2000 US$ (se l'anno di riferimento è il 2000) o 2000 Int$.
Questa valuta si basa sui concetti di parità di potere d'acquisto (PPP) di valute estere e sui prezzi medi internazionali delle materie prime. Mostra il valore di un'unità monetaria locale all'interno dei confini del paese. È utilizzata per fare confronti sia tra diversi paesi che nel tempo. Ad esempio, confrontando il prodotto interno lordo pro capite (PIL) dei vari paesi in dollari internazionali, piuttosto che usando i tassi di cambio, si fornisce una misura più semplice per confrontare i livelli di vita. È stato proposto da Roy Charles Geary nel 1958 e sviluppato da Hanna Khamis Salem dal 1970 al 1972.
I dati espressi in dollari internazionali non possono essere convertiti nella valuta di un altro paese utilizzando gli attuali tassi di cambio di mercato, ma devono essere convertiti utilizzando tasso di cambio PPP del paese utilizzato nello studio.